# 황젠하오
황젠하오(중국어 정체자: 黃健豪, 병음: Huáng Jiànháo, 1988년 6월 13일 ~ )는 타이완의 정치인이다. 2024년 타이중시 제5선거구의 입법위원으로 당선된다.